# Cryptospora
Cryptospora là chi thực vật có hoa trong họ Cải.